# 小行星10830
小行星10830（10830 Desforges）是一颗绕太阳运转的小行星，为主小行星带小行星。该小行星于1993年10月发现。

## 轨道参数
小行星10830的轨道半长轴为2.6601786 UA，离心率为0.178。